# Etelred II z Nortumbrii
Etelred II z Nortumbrii, Æthelred, Aethelred – władca anglosaskiego królestwa Nortumbrii. Na tronie zasiadał dwukrotnie: w latach 840-844 oraz 844-848.

## Życiorys
Etelred był synem poprzedniego władcy Nortumbrii, Eanreda. Informacje na temat jego panowania zawdzięczamy XIII-wiecznemu kronikarzowi Rogerowi z Wendover i jego dziełu Flores Historiarum. Odnotował on, że w 840 roku Etelred został sukcesorem ojca na tronie Nortumbrii. W 844 został odsunięty od władzy przez Redwulfa, ale jeszcze w tym samym roku po śmierci uzurpatora w bitwie z wikingami, Etelred wrócił na tron. Kronikarz odnotował również, że w 848 roku Etelred zginął, a jego następcą został Osbert, który rządził przez 18 lat. Dzięki relacji Symeona z Durham Historia ecclesiae Dunelmensis wiadomo, że Etelred został zamordowany, choć nieznane są okoliczności tego zdarzenia.
W trakcie swego panowania Etelred, podobnie jak poprzednicy, zlecał wybijanie monet. Były to styca - monety o bardzo małej zawartości srebra a dużej zawartości cynku, a później wręcz mosiężne. Większość została wybita w Yorku przez rzemieślnika Eardwulfa. 

## Alternatywne datowanie
Badania numizmatyczne potwierdzają dwukrotne panowanie Etelreda. Najnowsza interpretacja chronologii panowania władców Nortumbrii w IX wieku w oparciu o badanie monet proponuje jednak alternatywne do źródeł pisanych datowanie. Według tych analiz Etelred objął władzę w 854, został obalony i powrócił na tron w 858, a w 862 został zamordowany.